# Carrera de las murallas
La Carrera de las Murallas es una competición atlética celebrada anualmente en la capital de la Comunidad Foral de Navarra desde el año 2013.

## Características

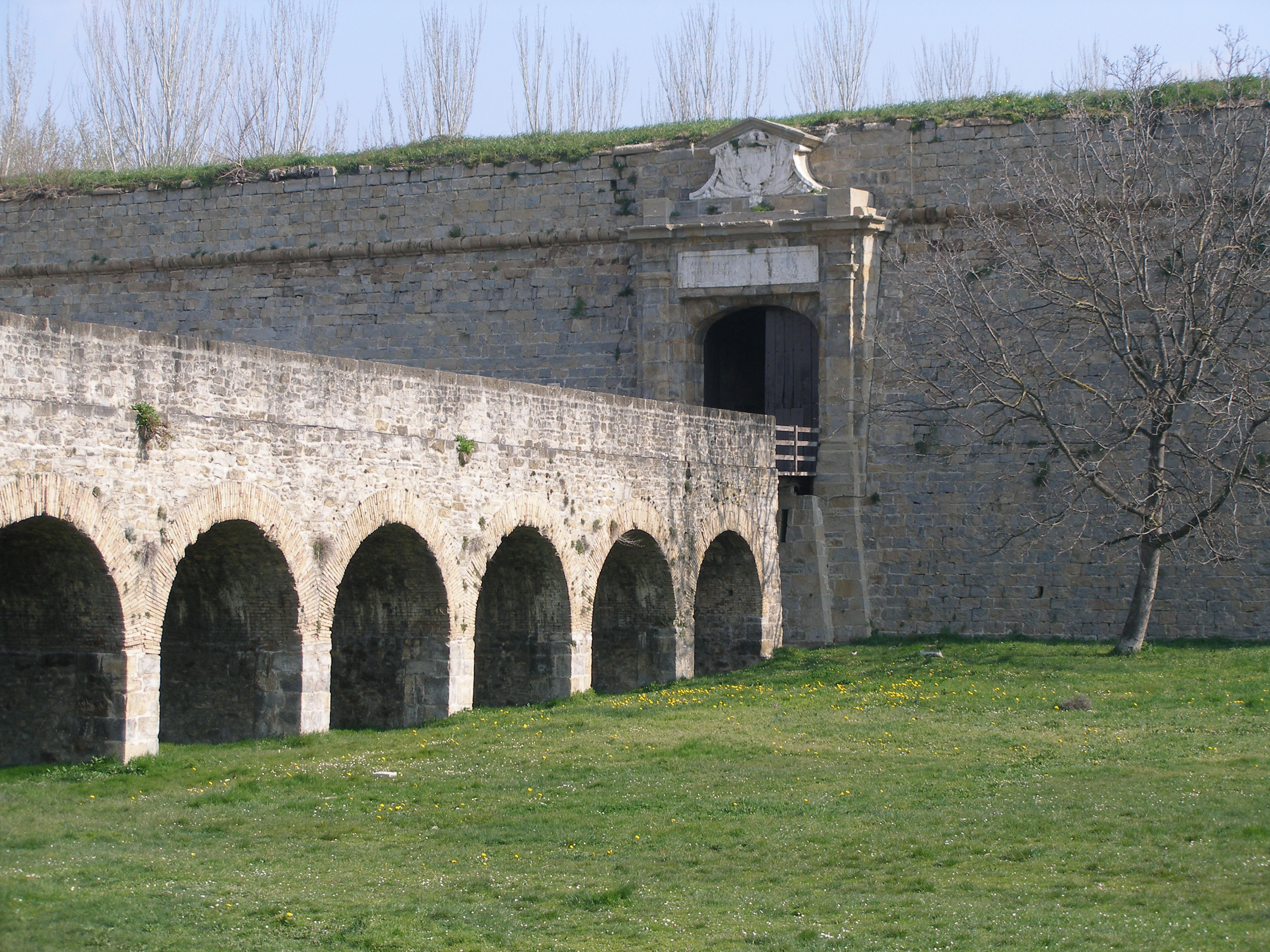
La Puerta del Socorro de la Ciudadela de Pamplona, es uno de lugares por donde transcurre el recorrido de la carrera.

La peculiaridad de esta carrera popular es que su celebración es nocturna y recorre prácticamente la totalidad del complejo de murallas de Pamplona, incluyendo la Ciudadela.

### Recorrido
El recorrido de la carrera transcurre por la capital navarra y hay tres modalidades competitivas en función de la distancia a recorrer:
- Fortín: Tiene un recorrido de 6 kilómetros.
- Ciudadela: Tiene un recorrido de 10 kilómetros.
- Murallas: Tiene un recorrido de 15 kilómetros, aunque en ediciones anteriores ha sido 18 o 20 kilómetros.[16][17][18][19]

Desde la 5.ª edición en 2017, hay también una carrera infantil.

### Beneficencias
Parte del dinero recaudado en la carrera infantil de cada edición, es donado a alguna organización. Por ejemplo, en la cuarta edición fue a parar a la Asociación de Donantes de Médula de Navarra. o en la tercera edición fue para el Alto Comisionado de las Naciones Unidas para los Refugiados (ACNUR).

### Coste del dorsal
Cada carrera tiene un precio de inscripción diferente. La carrera infantil o "pirata" tiene un coste de 3 euros, la "Fortín" 12-14 euros, la "Ciudadela" 17-19 euros y la carrera "Las Murallas" tiene un precio de 22-24 euros.